# Казнено-поправни завод у Тузли
Казненопоправни завод полуотвореног типа Тузла, затвор је полуотвореног типа у Тузли.

## Историја затвора
Не зна се како је изгледала прва зграда тузланског затвора, али се зна да је била на истом месту, где је 1850. године подигнута Кршла-затвор из турског периода. Кршла се налазила на простору где је 1905. године саграђена зграда Гимназије – на простору између Музичке школе и некадашњег Дома здравља и кориштена је све до изградње новог Окружног затвора названог Шток (изграђен крајем 19. века), а који постоји и дан данас. Шток је добио назив по немачком пројектанту Штоку.
У Кршли, у тузланском затвору из турског периода, издржавали су казну не само Тузлаци, него и побуњеници против турске власти из ширег подручја.